# روميبلوستيم
روميبلوستيم هو دواء وعبارة عن بروتين اندماجي مماثل لثرومبوبويتين.
ثرومبوبويتين هو هرمون ينضم إنتاج الصفيحات الدموية.

## التسويق
تعد شركة أمجن هي الشركة التي طورت الدواء، وتقوم بتسويقه تحت اسم تجاري هو Nplate.

## الاستعمالات
يستعمل روميبلوستيم في علاج فرفرية قليلة الصفيحات مجهولة السبب المزمنة، وهو حاصل على صفة دواء يتيم من إدارة الغذاء والدواء الأمريكية منذ عام 2003. الكلفة التقديرية السنوية المحسوبة على أساس جرعة أسبوعية من روميبلوستيم يقدر بحدود 55250 دولار أمريكي.
في عام 2008، حصل على ترخيص إدارة الغذاء والدواء في علاج طويل الأمد لفرفرية قليلة الصفيحات مجهولة السبب المزمنة التي لا تستجيب للعلاج بالكورتيكوستيرويدات أو العلاج بالغلوبولين المناعي أو استئصال الطحال.

## روابط خارجية
- Nplate full prescribing information